# يوسف الزين
يوسف إسماعيل الزين

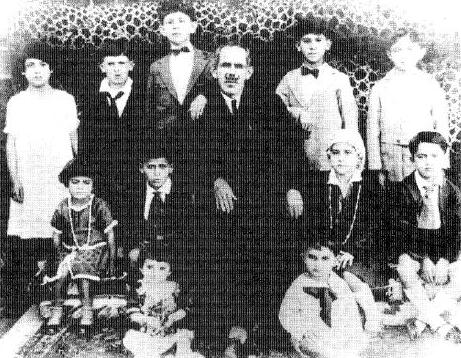
يوسف الزين مع عدد من أبنائه أيام طفولتهم

سياسي لبناني من جبل عامل، وصاجب إقطاعات واسعة من الأراضي وأب لثلاثة نواب (عبد اللطيف)، (عبد المجيد) و(عبد الكريم).

## ولادته وأسرته
هو وريث والده إسماعيل الزين، ولد في العام 1882م في كفررمان، إحدى قرى جبل عامل.

## نشأته
- قرأ في بداياته على شيوخ العائلة[1]
- ثم درس في مدرسة اليسوعيين في صيدا
- في العام 1896م، ترك المدرسة ليتفرّغ لإدارة أملاك والده الواسعة.
- انشغل بالسياسة أكثر من انشغاله بالتجارة والزراعة.

## في السياسة
- تم اختياره لأول مجلس استشاري عن منطقة النبطية
- فاز بعضوية أول مجلس تمثيلي بالاقتراع الشعبي عام 1922.
- في العام 1925م، حلّ المفوّض السامي المجلس التمثيلي ودعا إلى انتخابات جديدة فاز فيها يوسف الزين (في العام 1926) ليتحوّل المجلس التمثيلي إلى أول مجلس نيابي.
- حافظ على تمثيله للنبطية في غالب الانتخابات التي تلت هذه الانتخابات حتى وفاته في العام 1962م.
- بعد وفاة كامل بك الاسعد عام 1926 ميلادي تراجع دور ال الاسعد في السياسة وبرز دور يوسف الزين كأقوى زعيم جنوبي في جبل عامل.
- مما ساعده على تثبيت زعامته هو الخلاف الذي دب بين عبد اللطيف الاسعد واخيه محمود الاسعد مما أدى إلى انحسار الدور الاسعدي في السياسة.
- رغم أن مؤتمر وادي الحجبر جرى في عهده الا اننا لم نلحظ وجوده في هذا المؤتمر المصيري لجبل عامل.
- بعدما أبدى في البداية التعاطف مع الحكومة العربية بقيادة الأمير فيصل في دمشق عاد بعد مدة ووطد علاقته بالفرنسيين ونال حصصا من الوظائف الرسمية والمناصب لاتباعه نتيجة لذلك.

## من أعماله
- في العام 1921، أعاد ترميم المدرسة الحميدية في النبطية (مع أخيه الحاح حسين) فجدد القسم الجنوبي والقسم الشرقي من المدرسة وأصبح كل قسم يحوي على خمس غرف، وسقفها بالباطون المسلّح، وباشر بعد ترميمها الشيخ محمد رضا الزين بالتدريس فيها، وأصبح اسمها المدرسة العلمية الأهلية في النبطية.
- كان من داعمي جمعية المقاصد الخيرية في النبطية وترأسها مدة من الزمن.
- في العام 1925م، أنجز مشروع جرّ المياه من نبع الطاسة في أقليم التفاح إلى منطقة النبطية وجوارها، وذلك على نفقته الخاصة.
- أسس دارا لآل الزين في بلدته كفررمان والتي ما زالت شاخصة إلى يومنا هذا.

## وفاته
توفي في 12 أيار من العام 1962م. ودفن في كفررمان.